# Li Jiajun
Li Jiajun (chinesisch 李佳军, Pinyin Lǐ Jiājūn, * 15. Oktober 1975 in Changchun, Jilin) ist ein ehemaliger chinesischer Shorttracker. Zwischen 1996 und 2006 gewann er acht Weltmeistertitel und fünf olympische Medaillen. Er war 1998 der erste chinesische Mann, der eine Medaille bei Olympischen Winterspielen gewann.

## Werdegang
Im Alter von sechs Jahren begann Li Jiajun in seiner Heimat im Nordosten Chinas mit dem Eislaufen. Er trainierte im elf Kilometer von seinem Zuhause entfernten Nanling-Stadion in Changchun. 1991 wurde er 16-jährig in das chinesische Shorttrack-Nationalteam aufgenommen und entwickelte sich in der Folgezeit zum führenden Shorttracker seines Landes. In Lillehammer nahm er 1994 erstmals an olympischen Shorttrack-Wettbewerben teil und gewann zwei Jahre später als erster chinesischer Mann eine Medaille bei Shorttrack-Weltmeisterschaften: Nach einem Streckensieg über 1000 Meter belegte er den dritten Rang in der Gesamtwertung des Mehrkampfs und teilte sich beim Sieg des Kanadiers Marc Gagnon die Bronzemedaille mit Orazio Fagone sowie Mirko Vuillermin aus Italien. Bei den Weltmeisterschaften 1999 in Sofia und 2001 in Jeonju errang er jeweils den WM-Titel im Mehrkampf. Hinzu kamen weitere Goldmedaillen in Staffeln und auf Einzelstrecken sowie im Lauf seiner Karriere insgesamt 40 Siege im Shorttrack-Weltcup (26 auf Einzelstrecken, 7 im Mehrkampf und 7 in Staffeln). Im Winter 1998/99 gewann Li die Mehrkampf-Gesamtwertung der erstmals ausgetragenen Rennserie. Außerdem holte er mehrere Goldmedaillen bei den Winter-Asienspielen 1996, 1999 und 2003 sowie bei der Winter-Universiade 1997.
Von 1994 bis 2006 nahm Li Jiajun an vier Olympischen Winterspielen teil und gewann zwei Silber- und drei Bronzemedaillen. 1998 in Nagano führte Li das 1000-Meter-Rennen bis kurz vor dem Ziel an, wurde aber im Endspurt um fünf Hundertstelsekunden von Kim Dong-sung geschlagen. Er gewann Silber und damit die erste Medaille eines chinesischen Mannes bei Winterspielen. Vier Jahre später stürzten die vier führenden Athleten über 1000 Meter – neben Li noch Apolo Anton Ohno, Mathieu Turcotte und Ahn Hyun-soo – allesamt in der letzten Kurve, sodass der abgehängte Australier Steven Bradbury als Erster die Ziellinie überquerte und Gold gewann. Li, der nach Ansicht einiger Beobachter wegen eines Gerangels mit Ohno Schuld an der Kollision trug, wurde disqualifiziert. Im 1500-Meter-Rennen wenige Tage später profitierte Li von der Disqualifikation Kim Dong-sungs und gewann hinter Ohno zum zweiten Mal olympisches Silber. Mit der chinesischen Staffel holte er sowohl 1998 als auch 2002 die Bronzemedaille. Seine fünfte und letzte Olympiamedaille gewann Li 2006 in Turin, als er über 1500 Meter hinter den beiden Koreaner Ahn Hyun-soo und Lee Ho-suk den dritten Rang belegte.
Nach den Winterspielen 2006 beendete Li Jiajun seine aktive Laufbahn. Er betreute in der Folge unter anderem das kasachische Shorttrackteam, ehe er für eine Stelle als Co-Trainer nach China zurückkehrte. 2007 zählte er zu den letzten Fackelträgern für die Winter-Asienspiele in seiner Heimatstadt Changchun. Im Herbst 2021 war er der erste chinesische Träger – der zweite insgesamt – der in Olympia entzündeten Flamme für die Olympischen Winterspiele 2022 in Peking.

## Ergebnisse bei Olympischen Winterspielen
| Olympische Winterspiele | Olympische Winterspiele | 500 m | 1000 m | 1500 m | Staffel |
| Jahr                    | Ort                     | 500 m | 1000 m | 1500 m | Staffel |
| ----------------------- | ----------------------- | ----- | ------ | ------ | ------- |
| 1994                    | Lillehammer             | 16.   | 16.    |        | 7.      |
| 1998                    | Nagano                  | 9.    | 2.     | 3.     |         |
| 2002                    | Salt Lake City          | 10.   | 8.     | 2.     | 3.      |
| 2006                    | Turin                   | DSQ   | 6.     | 3.     | 5.      |